# Elisa Iorio
Elisa Iorio (Modena, 21 de março de 2003) é um ginasta artística italiana. Ela foi membro das equipes históricas que ganharam prata nos Jogos Olímpicos de 2024 e bronze no Campeonato Mundial de 2019. Além disso, ela fez parte da equipe vencedora da medalha de ouro no Campeonato Europeu de 2024, onde também ganhou prata nas barras assimétricas.

## Carreira

### Júnior
Iorio fez sua estreia internacional no Troféu Cidade de Jesolo de 2016, onde ficou em 15º lugar no geral.
Em 2017, Iorio competiu no International Gymnix, onde ficou em 6º lugar no geral e ganhou o bronze nas barras assimétricas. Mais tarde, ela competiu no Troféu Cidade de Jesolo de 2017, onde ganhou o ouro nas barras assimétricas e ficou em 6º lugar no geral. Iorio competiu no Campeonato Mediterrâneo Júnior de 2017, onde ganhou o ouro no geral, no salto e nas finais por equipes. Ela também ganhou prata na trave de equilíbrio. Em julho, ela competiu no Festival Olímpico Europeu da Juventude de 2017, onde ficou em quarto lugar no geral, primeiro nas barras assimétricas e segundo na final por equipes. Iorio mais tarde competiu no Campeonato Nacional Italiano, onde se tornou campeã nacional.
Iorio competiu no Troféu Cidade de Jesolo em abril. A Itália ficou em primeiro lugar na competição por equipes. Iorio competiu no Campeonato Europeu de Ginástica Artística Feminina de 2018 ao lado de Asia D'Amato, Alice D'Amato, Alessia Federici e Giorgia Villa, onde a Itália ganhou o ouro por equipe. Individualmente, Iorio ganhou o bronze na trave de equilíbrio.

### Sênior
Em abril, Iorio foi oficialmente nomeada para a equipe para competir no Campeonato Europeu de 2019 ao lado de Villa e os gêmeos D'Amato. Durante as qualificações, ela ficou em décimo quarto lugar no geral, mas não avançou para as finais devido às companheiras de equipe Alice D'Amato e Giorgia Villa pontuarem mais alto.
Em agosto, Iorio competiu no Heerenveen Friendly, onde ajudou a Itália a ganhar o ouro na competição por equipes, à frente da Holanda e da Noruega, e individualmente terminou em oitavo no geral. Em 4 de setembro, foi nomeada para a equipe para competir no Campeonato Mundial de 2019 em Stuttgart, Alemanha, ao lado de Alice D'Amato, Asia D'Amato, Giorgia Villa e Desirée Carofiglio.
Nos Jogos Olímpicos de 2024, Iorio ajudou a Itália a se classificar para a final da equipe em segundo lugar. Individualmente, ela ficou em décimo terceiro lugar no geral, o que a teria qualificado para a final se duas de suas companheiras de equipe não tivessem terminado melhor. Antes da final da equipe, Iorio torceu o tornozelo no treinamento; embora ela não tenha conseguido saltar durante a final, ela ainda contribuiu com uma pontuação nas barras assimétricas para o segundo lugar da Itália, empatando com a melhor colocação da equipe olímpica da Itália. A última vez que as mulheres italianas ganharam uma medalha de equipe olímpica foi 96 anos antes, nos Jogos Olímpicos de 1928.